# Jan (Wachniuk)
Jan, imię świeckie Serhij Hryhorowicz Wachniuk (ur. 12 lutego 1968 w Kijowie) – biskup Ukraińskiego Kościoła Prawosławnego Patriarchatu Moskiewskiego.

## Życiorys
Ukończył technikum energetyczne w Kijowie. W 1989 wstąpił jako posłusznik do ławry Peczerskiej. Rok później został postrzyżony na mnicha riasofornego, zachowując dotychczasowe imię. Święcenia diakońskie przyjął 9 czerwca 1991, zaś siedem dni później został wyświęcony na kapłana. W tym samym miesiącu został skierowany do służby duszpasterskiej w charakterze proboszcza cerkwi Trójcy Świętej w Irklijowie (rejon czornobajewski obwodu czerkaskiego), zaś od 1992 był dziekanem dekanatu czornobajewskiego. Seminarium duchowne w Kijowie ukończył eksternistycznie w 1993.
6 grudnia 1994 złożył wieczyste śluby mnisze, przyjmując imię zakonne Jan na cześć świętego mnicha Jana Pieczerskiego. Godność archimandryty otrzymał w 1996.
W 2010 został namiestnikiem monasteru Narodzenia Matki Bożej w Czerkasach. Nominację na biskupa złotonoskiego, wikariusza eparchii czerkaskiej, otrzymał na posiedzeniu Świętego Synodu Ukraińskiego Kościoła Prawosławnego Patriarchatu Moskiewskiego 1 kwietnia 2015. Jego chirotonia biskupia odbyła się cztery dni później pod przewodnictwem metropolity kijowskiego i całej Ukrainy Onufrego.
Po śmierci metropolity czerkaskiego i kaniowskiego Sofroniusza (2020) pełnił czasowo obowiązki ordynariusza eparchii czerkaskiej. 17 sierpnia 2021 r. został podniesiony do godności arcybiskupa.